# 밀란 부발로
밀란 부발로 (1990년 5월 8일 ~ )은 세르비아의 축구 선수이다. 현재 태국의 트랏 FC 소속이다. 과거 K리그 시절 등록명은 부발로였다.